# Arebius oregonensis
Arebius oregonensis är en mångfotingart som beskrevs av Chamberlin 1916. Arebius oregonensis ingår i släktet Arebius och familjen stenkrypare. Inga underarter finns listade i Catalogue of Life.